# Обыкновенная султанка
Обыкновенная султа́нка, или барабу́лька (лат. Mullus barbatus) — вид лучепёрых рыб из семейства барабулевых (Mullidae).

## Описание
Тело удлинённое и сжатое с боков, длиной до 30 см, обычно 10—20 см. Спинные и анальный плавники короткие, хвостовой — вильчатый. Голова большая с круто опускающимся, почти вертикальным рылом и высоко посаженными глазами. Маленький, помещающийся в нижней части головы рот снабжён мелкими зубами-щетинками, с подбородка свисают два длинных усика. Тело неравномерно окрашенное красным, брюшко серебристое, светло-жёлтые плавники.

## Биология
Обитает обыкновенная султанка у морских берегов, обыкновенно на небольших глубинах — 15—30 метров, хотя попадается и на глубине в 100—300 метров. Султанки держатся стайками у дна и никогда не поднимаются в толщу воды. Предпочитают мягкий илистый или песчаный грунт, но встречаются и на ракушечнике и каменистом дне. Отыскивать пищу султанкам помогают их длинные усики: рыбка медленно перемещается у самого дна и тщательно «ощупывает» его поверхность усиками в поисках мелких донных животных. Питается донными беспозвоночными.
Половой зрелости достигают на втором-третьем году жизни. Нерест — с мая по август на глубинах от 10 до 55 метров близ илистого или песчаного дна. Каждая самка вымётывает по несколько порций икры, общая плодовитость за сезон составляет от 3,6 до 88 тысяч икринок. Выметанная и оплодотворённая икра поднимается в верхние слои воды и через 3,5—2,5 дня, в зависимости от температуры, из неё выходят личинки. Питается молодь мелкими животными организмами толщи воды и маскируется от хищников серебристой, синевато-зелёной окраской. Примерно через 1,5—2 месяца после вылупления мальки подходят к берегам и, достигнув длины 4—6 см, опускаются на дно и приобретают типичные для взрослых рыб облик и окраску.
Взрослые барабульки подходят к берегам весной и держатся здесь до зимы, иногда они попадаются и в устьях рек. На зиму рыбы откочёвывают на большие глубины. Продолжительность жизни — 10—12 лет, в первое лето своей жизни могут достигать длины от 4 до 12 см, в зависимости от сроков нереста.

## Ареал
Различают два подвида
- Mullus barbatus barbatus (1728)
- Mullus barbatus ponticus (1927)

Султанка распространена по восточному побережью Атлантики (от Великобритании и, частично, Скандинавии до Дакара), у Канарских и Азорских островов, в Средиземном, Чёрном и Азовском морях (в последних двух обитает Mullus barbatus ponticus).

## Значение
По вкусу барабулька деликатесная и нежная рыба, мясо отличается исключительными вкусовыми качествами. Ещё она ценится за свой особый жир — он очень нежен, своеобразен по вкусу и имеет замечательный аромат. Пользовалась очень большой популярностью в Древнем Риме. Согласно преданию, крупные султанки оплачивались равным им по весу количеством серебра.

## Фото

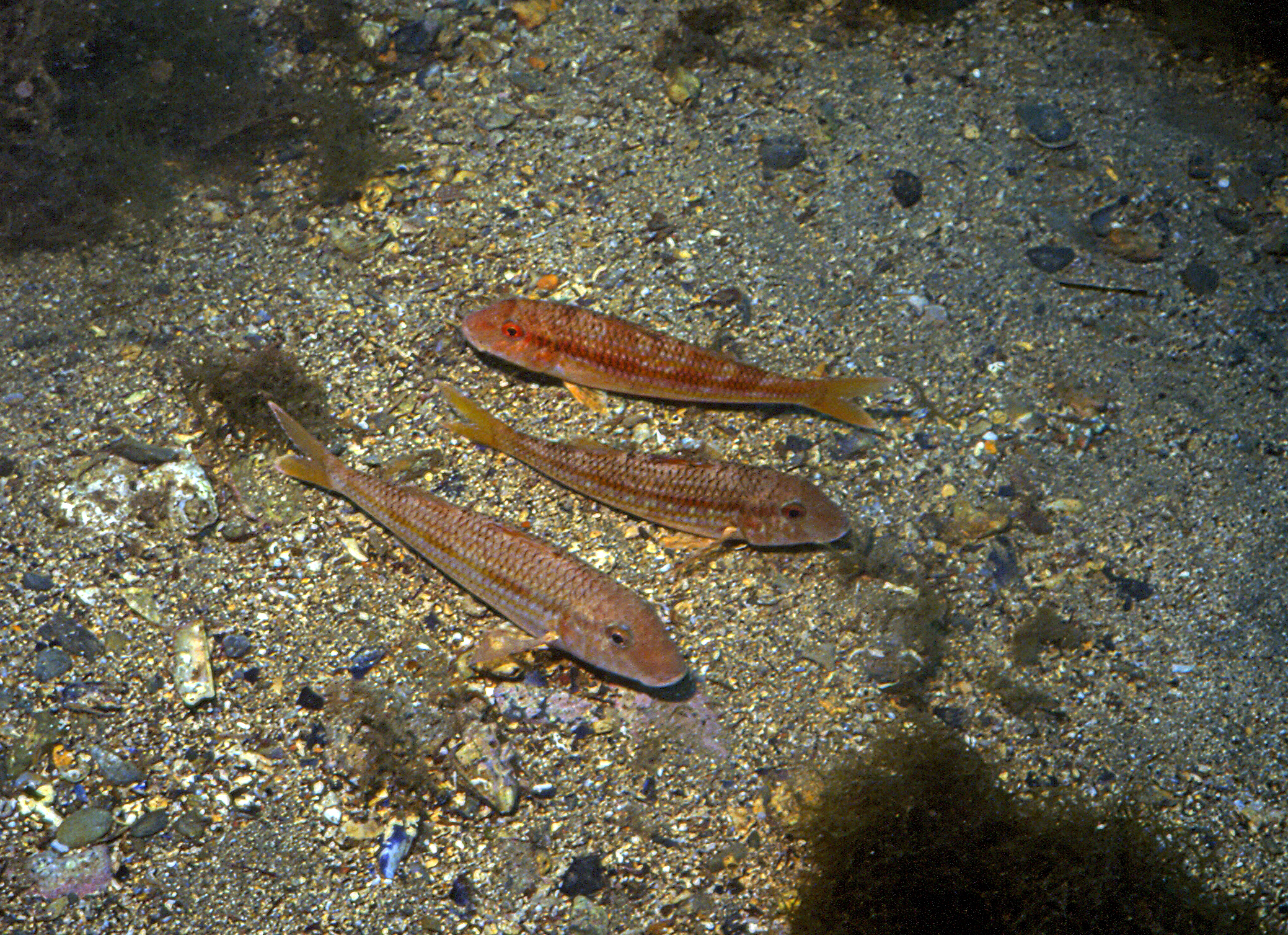
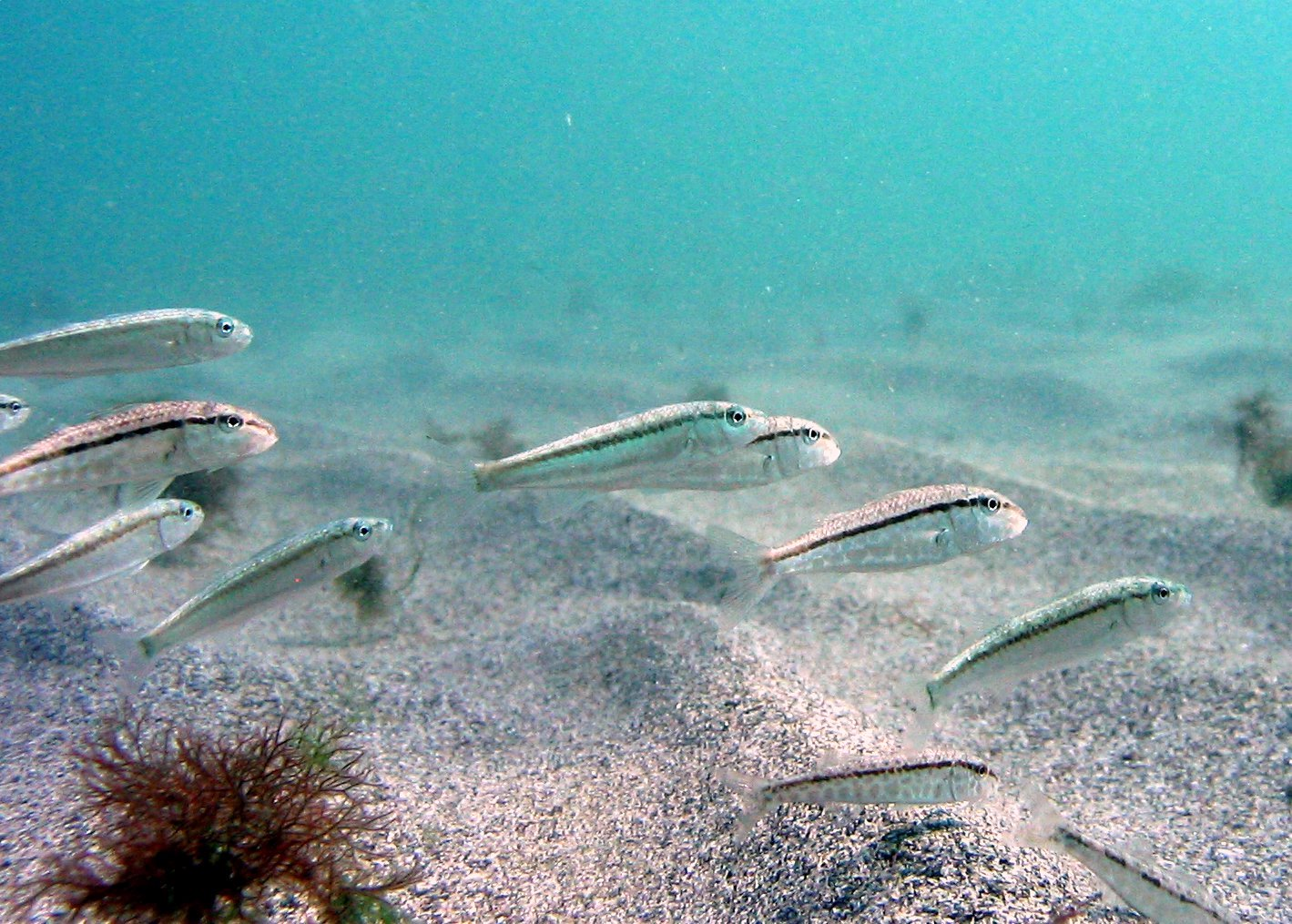
Стая барабулек в Чёрном море
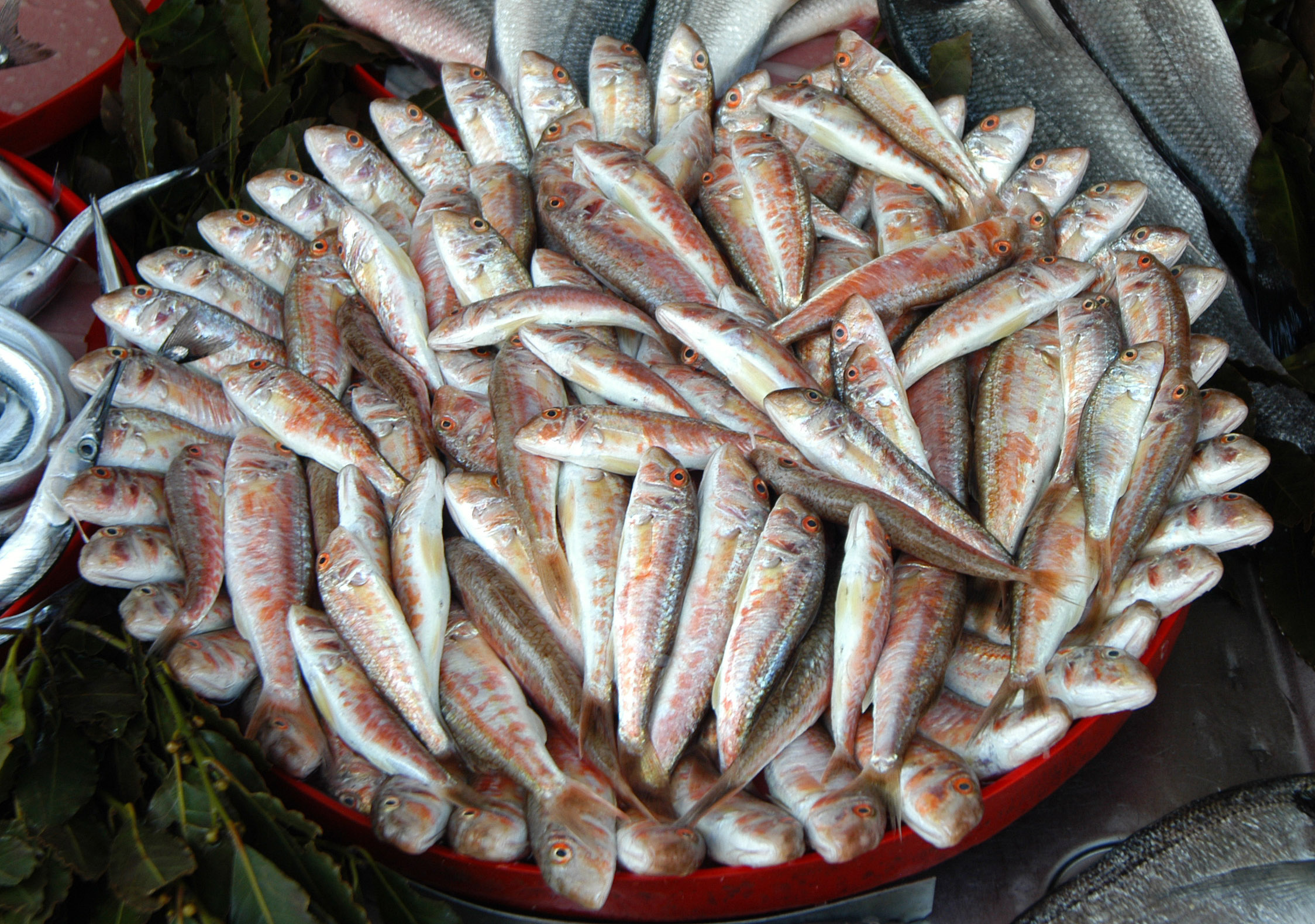
Барабулька на рынке